# Anzi
Pour les articles homonymes, voir Anzi (Maroc) et Stefano Anzi.
Anzi est une commune italienne d'environ 1 800 habitants située dans la province de Potenza, dans la région Basilicate, en Italie méridionale.

## Géographie
Anzi, à 1 067 mètres d'altitude, domine la vallée de la Camastra.

## Culture
En 1997 a été créée la crèche stabile d'Anzi, quatrième plus grande crèche poly-scénique permanente d'Europe. Elle présente de nombreuses particularités, en utilisant les paysages de Lucanie qui forment l'arrière-plan, les jeux de lumière, les détails minutieusement soignés.

## Monuments et patrimoine
- Planétarium-Observatoire astronomique d'Anzi

## Administration
| Période                                  | Période | Identité | Étiquette | Qualité |
| ---------------------------------------- | ------- | -------- | --------- | ------- |
|                                          |         |          |           |         |
| Les données manquantes sont à compléter. |         |          |           |         |

### Communes limitrophes
Abriola, Brindisi Montagna, Calvello, Castelmezzano, Laurenzana, Pignola, Potenza, Trivigno.